# 259905 Vougeot
259905 Vougeot è un asteroide della fascia principale. Scoperto nel 2004, presenta un'orbita caratterizzata da un semiasse maggiore pari a 2,3527162 UA e da un'eccentricità di 0,1516463, inclinata di 2,13645° rispetto all'eclittica.